# C.J. Vergara
Carlos Vergara (Laredo, Texas; 18 de junio de 1991) es un artista marcial mixto estadounidense que compite en la división de peso mosca del Ultimate Fighting Championship (UFC).

## Primeros años
Vergara comenzó a entrenar con Pete Spratt en su gimnasio de Muay Thai en su ciudad natal de Texas. Vergara comenzó a entrenar a los diecisiete años y su sueño era convertirse en un luchador de UFC desde que tenía uso de razón, Vergara declaró que "siempre le había encantado el combate cuerpo a cuerpo". Recordaría haber jugado videojuegos como Mortal Kombat. lo que a la postre le dio su influencia en su pasión por el MMA. Aunque se ha enfrentado a varias lesiones a lo largo de su carrera, nunca dejó que eso lo detuviera.

## Carrera de artes marciales mixtas

### Carrera temprana
Vergara hizo su debut en MMA en 2012, compiló un récord de 8-2 antes de hacer su debut en la Serie Contender de Dana White en 2021, a lo largo de su carrera temprana tuvo victorias sobre Jacob Silva, José Soto Jr. y más en su currículum.

### Ultimate Fighting Championship
Vergara hizo su debut en UFC el 6 de noviembre de 2021 en UFC 268. En los pesajes, Vergara pesó 127,4 libras, 1,4 libras por encima del límite de peleas sin título de peso mosca. La pelea se desarrolló en un peso pactado y perdió el 20% de su bolsa ante Osbourne. Vergara perdió la pelea por decisión unánime.
Vergara se enfrentó a Kleydson Rodrigues el 7 de mayo de 2022 en UFC 274, ganando la pelea por decisión dividida. Después de la pelea, Vergara anunció que tenía dudas de obtener la victoria debido a que la pelea estaba muy reñida y asumió que había perdido la pelea.
Vergara se enfrentó al recién llegado a UFC Tatsuro Taira el 15 de octubre de 2022 en UFC Fight Night: Grasso vs. Araújo. En los pesajes, Vergara pesó 129 libras, tres libras por encima del límite de peso mosca para peleas sin título. La pelea se desarrolló en el peso acordado y Vergara fue multado con el 30% de su bolsa, que fue para su oponente Taira. Perdió la pelea por sumisión armbar en el segundo asalto.
Vergara se enfrentó a Daniel Lacerda el 25 de marzo de 2023 en UFC on ESPN: Vera vs. Sandhagen. Después de ser derribado en el primero, Vergara regresó para ganar la pelea por nocaut técnico en el segundo asalto. Esta pelea obtuvo el premio a la Pelea de la Noche.
Vergara se enfrentó a Vinicius Salvador el 29 de julio de 2023 en UFC 291. En los pesajes, Vinicius Salvador pesó 128,5 libras, dos libras y media por encima del límite de pelea sin título de peso mosca. Su pelea se desarrolló en el peso pactado y fue multado con el 20 por ciento de su bolsa, que fue para Vergara. Ganó la pelea por decisión unánime.
Vergara se enfrentó a Assu Almabayev el 9 de marzo de 2024 en UFC 299. En los pesajes, Vergara pesó 127 libras, una libra por encima del límite de pelea sin título de peso mosca, lo que llevó a que su pelea se desarrollara en peso intermedio con el 30 por ciento de su bolsa yendo a Almabayev. Perdió la pelea por decisión unánime, lo que marcó la tercera pelea de UFC que perdió después de perder peso.
Vergara estaba programado para enfrentarse a Azat Maksum el 3 de agosto de 2024 en UFC on ABC 7. Sin embargo, Maksum se retiró debido a una lesión y la pelea fue cancelada.
Vergara se enfrentó al recién llegado promocional Ramazonbek Temirov el 12 de octubre de 2024 en UFC Fight Night 244. Perdió la pelea por nocaut técnico en la primera ronda.
Vergara se enfrentó a Edgar Chairez el 29 de marzo de 2025 en UFC on ESPN 64. Perdió la pelea por sumisión en el primer asalto.

## Campeonatos y logros
- Ultimate Fighting Championship
  - Pelea de la Noche (una vez) vs. Daniel Lacerda[12]
- Fury Fighting Championship
  - Campeonato de peso mosca de FFC (una vez)

## Récord de artes marciales mixtas
| Resultado | Récord | Oponente             | Método                      | Evento                                | Fecha                    | Ronda | Tiempo | Localización                     | Notas |
| --------- | ------ | -------------------- | --------------------------- | ------------------------------------- | ------------------------ | ----- | ------ | -------------------------------- | --- |
| Derrota   | 12–6–1 | Edgar Chairez        | Sumisión (face crank)       | UFC on ESPN: Moreno vs. Erceg         | 29 de marzo de 2025      | 1     | 2:30   | Ciudad de México                 | |
| Derrota   | 12–5–1 | Assu Almabayev       | Decisión (unánime)          | UFC 299                               | 9 de marzo de 2024       | 3     | 5:00   | Miami, Florida                   | Pelea de peso pactado en (127 libras); Vergara no dio el peso.                                                                               |
| Victoria  | 12–4–1 | Vinicius Salvador    | Decisión (unánime)          | UFC 291                               | 29 de julio de 2023      | 3     | 5:00   | Salt Lake City, Utah             | Pelea de peso pactado en (128.5 libras); Vergara no dio el peso.                                                                             |
| Victoria  | 11–4–1 | Daniel Lacerda       | TKO (golpes)                | UFC on ESPN: Vera vs. Sandhagen       | 25 de marzo de 2023      | 2     | 4:04   | San Antonio, Texas               | Pelea de la Noche. |
| Derrota   | 10–4–1 | Tatsuro Taira        | Sumisión (armbar)           | UFC Fight Night: Grasso vs. Araújo    | 15 de octubre de 2022    | 2     | 4:19   | Phoenix, Arizona                 | Pelea de peso pactado en (129 libras); Vergara no dio el peso.                                                                               |
| Victoria  | 10–3–1 | Kleydson Rodrigues   | Decisión (dividida)         | UFC 274                               | 7 de mayo de 2022        | 3     | 5:00   | Phoenix, Arizona                 | |
| Derrota   | 9–3–1  | Ode' Osbourne        | Decisión (unánime)          | UFC 268                               | 6 de noviembre de 2021   | 3     | 5:00   | Nueva York, Ciudad de Nueva York | Pelea de peso captado (127,4 libras); Vergara no dio el peso.                                                                                |
| Victoria  | 9–2–1  | Bruno Korea          | KO (rodillazo al cuerpo)    | Dana White's Contender Series 38      | 7 de septiembre de 2021  | 1     | 0:41   | Las Vegas, Nevada                | |
| Victoria  | 8–2–1  | Jacob Silva          | TKO (golpes)                | Fury FC 44                            | 6 de marzo de 2021       | 3     | 2:38   | San Antonio, Texas               | Ganó el Campeonato de Peso Mosca de Fury FC.                                                                                                 |
| Victoria  | 7–2–1  | Shawn Solis          | KO (rodillazo volador)      | Fury FC 38                            | 27 de octubre de 2019    | 3     | 4:05   | San Antonio, Texas               | Originalmente por el Campeonato de Peso Mosca de Fury FC, Pero Vergara no dio el peso (128,2 libras) y no fue elegible para ganar el título. |
| Victoria  | 6–2–1  | Emerson Garcia       | TKO (golpes)                | Fury FC: Fight Night San Antonio      | 21 de junio de 2019      | 2     | 2:30   | San Antonio, Texas               | Peso pactado (130 lb). |
| Victoria  | 5–2–1  | Ramiro Ruiz Castillo | TKO (golpes)                | FURY FC 30                            | 3 de marzo de 2019       | 2     | 1:41   | Dallas, Texas                    | |
| Derrota   | 4–2–1  | Emerson Garcia       | Sumisión (rear-naked choke) | LFA 40                                | 25 de mayo de 2018       | 1     | 0:54   | Dallas, Texas                    | Pelea de peso gallo. |
| Empate    | 4–1–1  | Emerson Garcia       | Empate (mayoritario)        | Fury FC 14                            | 19 de noviembre de 2016  | 3     | 5:00   | San Antonio, Texas               | |
| Victoria  | 4–1    | Jose Soto Jr.        | Decisión (unánime)          | RFA 41                                | 29 de julio de 2016      | 3     | 5:00   | San Antonio, Texas               | Peso pactado (130 lb). |
| Derrota   | 3–1    | Jonathan Ramirez     | Decisión (dividida)         | Fury FC 3                             | 24 de enero de 2015      | 3     | 5:00   | San Antonio, Texas               | |
| Victoria  | 3–0    | Jonathan Ramirez     | TKO (golpes)                | Legacy FC 23                          | 13 de septiembre de 2013 | 1     | 2:43   | San Antonio, Texas               | |
| Victoria  | 2–0    | Akira Smith          | Decisión (unánime)          | Kickass Productions: Crown Center MMA | 18 de junio de 2013      | 3     | 3:00   | Austin, Texas                    | Debut en peso mosca. |
| Victoria  | 1–0    | LeRoy Martinez       | Decisión (unánime)          | ABG Promotions: Alamo Showdown 5      | 17 de noviembre de 2012  | 3     | 3:00   | San Antonio, Texas               | Debut en peso gallo. |